# هارولد كوتس
هارولد كوتس هو سياسي أسترالي، ولد في 22 أبريل 1917 في Hampton, New South Wales ‏ في أستراليا، وتوفي في 9 أبريل 2002 في ليثغو في أستراليا. انتخب عضو الجمعية التشريعية لنيو ساوث ويلز ‏.